# 舌簧式接收器
舌簧式接收器（reed receiver）是早期無線電遙控系統中用的多頻道信號解碼器，使用簡單的機電設備（調諧簧片）來解調變信號，是只能接收的解调器。其編碼型式是單純的頻率偏移調變。
此解碼器在1950年代問世，在1970年代早期開始使用。一開始電晶體系統和此系統在同一時期使用，不過在後來用集成电路為基礎的低價數位比例系統問世後，上述二個系統已由比例系統取代，比例系統的好處是可以提供比例控制。

## 運作原理
舌簧式接收器的解碼是以共振舌簧元件為基礎，其中有許多振動式的金屬簧片，每一片類似音叉一様，調整到特定的共振頻率。簧片是由錐形的鐵片或是鋼片制成，是不同長度的梳狀簧片。梳狀簧片類似八音盒一樣可以發出不同音調的聲音。簧片的長度會決定其共振頻率。簧片是由磁的方式驅動，是由單一的螺線管線圈驅動簧片中的鐵芯
簧片的共振頻率在人耳可聽到的中頻頻率，約為300 Hz。螺線管是由無線電接收器的輸出所驅動，可能是一個音頻或是多個音頻。若接收到的信號接近簧片的共振頻率，簧片會振動。而簧片的振動會碰到一端的接觸螺絲，這就是解碼器的輸出解碼器輸出會連接到小的继电器，可以控制大電流的負載，例如推進馬達。继电器也會讓輸出增加一阻尼時間常數，因此會將簧片的間斷式接觸轉換為連續信號。
每一個簧片是獨立的通道，可以獨立致能或是一起致能，依發射器的信號而定。
簧片系統通道的訊號是開/關的輸出，不是比例（類比型）的訊號。此訊號可以驅動擒縱機構，或是快速的讓通道打開及關閉，可以用來產生脈衝寬度調變訊號，提供比例訊號驅動遙控伺服。

## 通道數量
若二個通道頻率太過接近，同時有訊號時，其谐波可能會互相干擾，為了避免這類潛在問題，簧片的頻率會保持Octave（二倍）的頻率範圍內，最高頻率簧片的頻率是最低頻率簧片的二倍。此範圍內可以使用頻率的數量則依簧片的選擇性或是品質因子決定。典型的無線電控制單元會包括六個簧片，較簡單的應用會只有四個簧片，更複雜的系統則會用到八個簧片。
簧片的靈敏度可以用簧片下方的接觸螺絲來調整，調整非常重要，而且視設備情形而不同。若簧片共振時，其他簧片不會共振，調整會比較簡單。若簧片共振時，其他簧片也會共振（但振幅較小），接觸螺絲的調整就不能過於靈敏，以免誤觸發其他的通道。若通道越多，此問題越嚴重。
現今已有十二個簧片的系統，只會在大型的船隻（多半是戰艦）上使用，許多通道是觸發「工作信號」，例如如炮塔和大炮射击等。實務上此作法不太可靠，會用循序式的凸輪式定時器來控制。

### 海蒂·拉玛
有些來源會錯誤的聲稱共振式舌簧式接收器的起源是女演員海蒂·拉玛在戰爭期間針對魚雷控制的專利。該專利使用了扩频無線電技術，不過跳頻主要是用在無線電载波，不是訊號解碼本身。其中有用到類似的频率键控机制來選擇左舵和右舵，是透過獨立的濾波器（可能是電子式的，不是簧片式的），其頻率為50及100 Hz。這二個頻率也恰好差個一個octave，也有可能在開發過程曾受到上述所說的干擾問題所影響，因此將頻率分隔的比較開。

## 傳送器
適合的傳送器只需要產生一些音頻訊號。大部份是單一的振盪器，可以依照依序按下的控制按鈕訊號，產生不同音頻訊號。當時的控制致動器多半是擒纵机構，其限制不大。若是要讓各通道完全獨立，可以同時觸發，需要各通道有獨立的振荡器，不是共用一個可以調整頻率的振荡器，在電晶體發明前的真空管時代，其成本非常高。有許多傳送器是使用多個按鈕做為開關，也有些整合到控制杆或是控制圓盤中:9。

## 腳註
1. ↑  ，目前使用的接收器是27 MHz振幅調變超外差收音机接收器
2. ↑  「比例」（Proportional）是當時的用語，現在可以稱為是「類比訊號」。1960年代末期的第一個商業使用的比例系統稱為是「數位比例」（digital proportional）或「digi-prop」系統。因為其解碼器整合在数字电路及積體電路中，而其目的在現在來看，會稱為是類比系統